# BMW E3
O BMW E3 é uma linha de sedãs de luxo produzidos pela montadora alemã BMW de 1968 a 1977. Todos os modelos usavam o então novo motor M30 de 6 cilindros em linha. Ele marcou o retorno da BMW ao mercado de sedãs de segmento F após um hiato de 5 anos e foi introduzido como uma resposta ao crescente segmento de mercado dominado pela Mercedes-Benz. Foi importante para estabelecer a reputação da BMW como fabricante de sedãs esportivos de luxo.
Os cupês BMW E9 foram produzidos em uma versão encurtada da plataforma E3. Os cupês E9 compartilham motores, transmissões, alguma suspensão e muitos outros recursos com os sedãs E3.
Um total de 221.991 sedãs e cupês foram construídos.

## Desenvolvimento

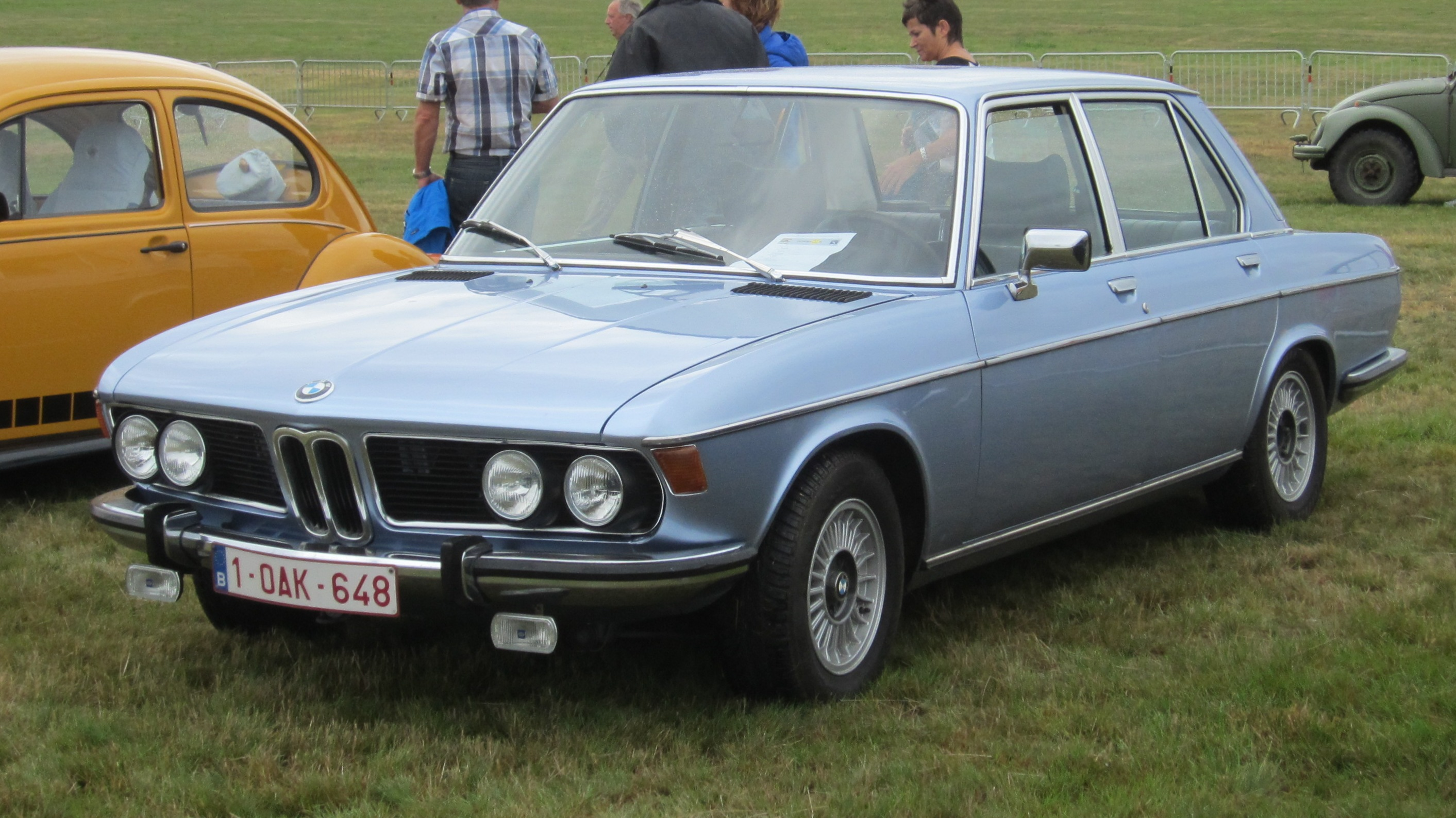
BMW 2800 (E3) sedã/berlina

Após um longo hiato, a BMW decidiu desenvolver um carro de seis cilindros no início dos anos 1960. O trabalho no que viria a se tornar o E3 começou em 1965. O motor era baseado no M10 de 4 cilindros em linha existente, compartilhando seu layout geral, embora não apenas adicionando dois cilindros. A equipe de design foi liderada por Wilhelm Hofmeister, com alguns trabalhos de detalhes executados pelos estúdios italianos Bertone e Michelotti. O objetivo era oferecer mais espaço e conforto aos passageiros do que os sedãs Neue Klasse anteriores, um pouco menores. O novo sedã era visivelmente um "carro do motorista", com foco nos ocupantes do banco da frente, e o cupê E9 menor era mais um 2+2 do que um quatro lugares completo.
Uma nova característica eram os faróis duplos, colocados na grade, um design que definiria o estilo da BMW por décadas. Os primeiros modelos do E3 apresentavam faróis retangulares largos com cantos arredondados, mas eles nunca entraram em produção - talvez como resultado da recepção morna do 2000 CS de design semelhante. O novo carro também exigiu uma nova planta de soldagem na unidade da BMW em Munique. Apesar da construção totalmente nova do carro, ele custou apenas 70 milhões de marcos alemães para ser desenvolvido. Isso era menos da metade do que se poderia esperar na época.

## Nomenclatura
Os modelos receberam nomes que denotavam seus tamanhos de motor e sufixos para indicar a longa distância entre eixos (L) e injeção eletrônica (i) disponíveis em carros posteriores. Os cupês foram todos chamados CS, seguidos por i (para modelos com injeção de combustível) ou L (para modelos leves, que também tinham injeção de combustível e maior potência).
- 2500/2.5, 2.5CS (2494 cc, 150 PS (110 kW; 148 hp))
- 2800/2.8, 2800CS (2788 cc, 170 PS (125 kW; 168 hp))
- 3.0S, 3.0L, 3.0CS (2985 cc, 180 PS (132 kW; 178 hp) usando carburadores Zenith 35/40 INAT duplos)
- 3.0Si, 3.0Li, 3.0CSi (2985 cc, 200 ou 195 PS (143 kW; 192 hp), dependendo se Bosch D-Jetronic ou L-Jetronic foi instalado)
- 3.3L, 3.3Li (3295 cc, 190–197 PS (140–145 kW; 187–194 hp))
- 3.3Li (3210 cc, 1976-1977)

## Modelos
Os dois modelos iniciais, introduzidos em 1968 e vendidos até 1977, foram o 2.5 L 2500 e o 2.8 L 2800. O design arejado era mais espaçoso do que a linha existente da BMW e parecia bastante grande no geral, apesar de não ser mais do que 1 cm mais longo do que os sedãs de segmento E da Mercedes, que geralmente eram considerados como competidores em uma classe inferior ao novo E3. Eles eram grandes carros de seis cilindros com suspensão totalmente independente e freios a disco nas quatro rodas que se comportavam bem e impressionavam os críticos contemporâneos. A Road & Track chamou o Bavaria posterior de "encantador" e "soberbo", concluindo que era "uma das melhores compras do mundo". Além do motor maior, o 2800 também tinha pneus maiores e uma suspensão um pouco mais esportiva, bem como vários confortos, como um desembaçador de vidro traseiro, um conjunto completo de ferramentas, suspensão traseira autonivelante Boge Nivomat e um pouco mais de cromo externo.

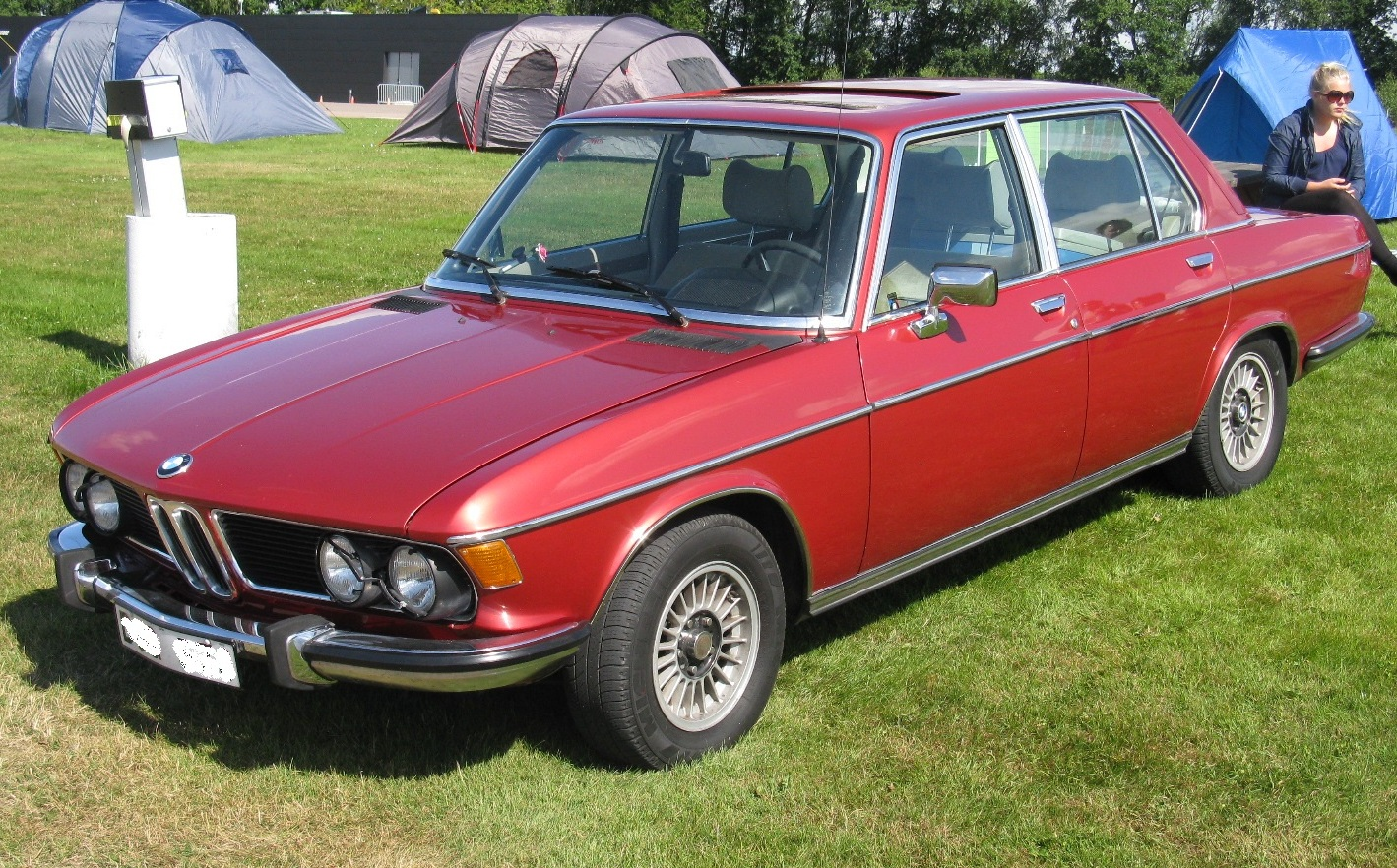
BMW 3.0 Si

O motor 3.0 S de 3 litros e carburador duplo foi introduzido em 1971, sendo um modelo mais potente e caro que o 2800; uma versão com injeção eletrônica também foi feita. Também foram produzidos modelos L de longa distância entre eixos (3.0L, 3.3Li, etc.), cujo manuseio afiado era um forte contraste com os grandes modelos Mercedes-Benz da época. A Langley Motors em Thames Ditton na Inglaterra também produziu uma versão perua (tourer). Surpreendentemente, considerando seus respectivos perfis de marketing, o sedã 3.0 Si era mais rápido que o cupê 3.0; que era um carro mais pesado em 50 kg, com o mesmo trem de força.
A carroceria era surpreendentemente leve para seu tamanho, pesando menos que o menor cupê E9. A visão também é boa, com pilares estreitos e nada menos que 2,5 m2 de área total de vidro.
No final de 1973, o novo e maior 3.3 L foi apresentado, entrando em operação em janeiro de 1974. Ele tinha uma distância entre eixos maior e um motor maior, embora a potência não fosse maior do que a do 3.0 Si. Em vez disso, mais torque significava fornecer uma sensação mais luxuosa do que a esportiva usual da BMW. Este motor foi atualizado para injeção eletrônica em junho de 1975, com alguns cavalos de potência a mais. Após a introdução de uma versão de 3.2 litros deste motor no BMW 633CSi de 1976, este modelo ligeiramente menor também encontrou seu caminho para o 3.3 Li. O E3 sedã esteve em produção de 1968 a 1978, com um total de cerca de 190.000 carros produzidos. Destes, 71.804 eram do modelo "Bavaria" somente para os EUA.

## Cupês (E9)

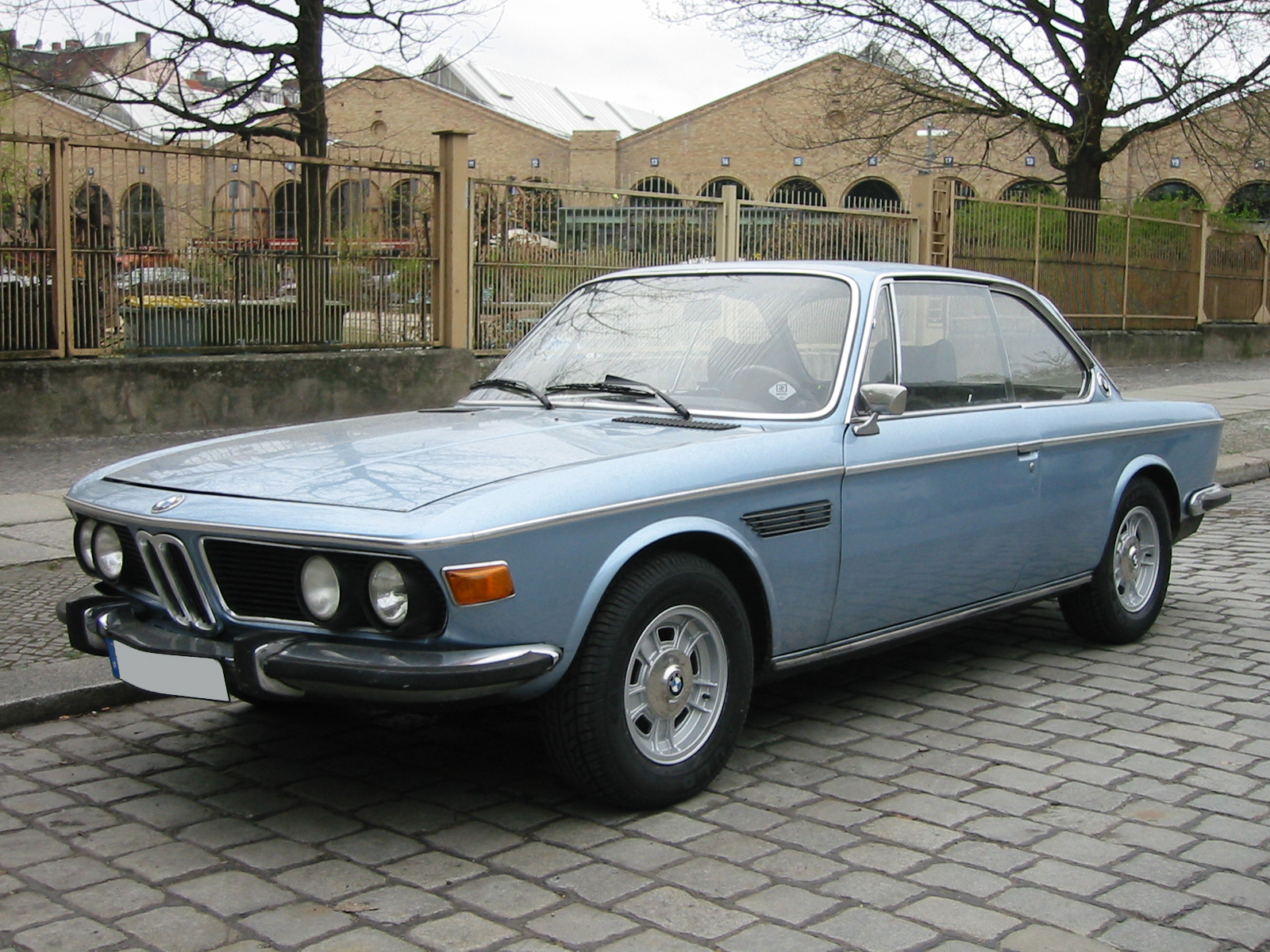
BMW 3.0 CS

Os modelos cupê CS eram baseados nos sedãs 2800 padrão e pareciam muito semelhantes de frente. Mas eles também eram relacionados ao 2000CS anterior, como é evidente na traseira. O primeiro modelo foi o bem equipado 2800CS de 1968. Os modelos 3.0CS foram introduzidos em 1971. Em 1974, o 2.5CS com motor menor foi feito em pequenas quantidades, em resposta à crise petrolífera de 1973. Os modelos CSL eram versões leves de corrida.